# Gemeenschappelijke Kernenergiecentrale Nederland
Gemeenschappelijke Kernenergiecentrale Nederland (GKN) is de voormalige exploitant van Kerncentrale Dodewaard en verantwoordelijk voor de monitoring van de inmiddels gesloten centrale gedurende de periode van "veilige insluiting", in afwachting van de uiteindelijke ontmanteling". 
GKN was aanvankelijk een overheidsorganisatie met als doel de bouw en exploitatie van een kerncentrale voor wetenschappelijk onderzoek in Dodewaard. De GKN werd opgericht in 1965 en in 1989 overgedragen aan 'Samenwerkende Elektriciteitsproductiebedrijven' (SEP). Door de privatisering van SEP in 2001 kwam GKN en daarmee ook de kernenergiecentrale in eigendom van Nederlands Elektriciteit Administratiekantoor (NEA). 

## Voorgeschiedenis
In 1955 werd een overleg gestart tussen het Ministerie van Economische Zaken, de Nederlandse industrie en de (destijds nog publieke) elektriciteitsproducenten over de bouw van een kernenergiecentrale in Nederland. In 1957 stelde KEMA een commissie in met de opdracht te onderzoeken of het in technisch en economisch opzicht verantwoord zou zijn om een kernenergiecentrale te bouwen. Een commissie en technische subcommissies van Samenwerkende Elektriciteits-Productiebedrijven (SEP) beoordeelden in 1957 en 1958 verschillende typen reactoren van 150 MWe van Franse, Engelse en Amerikaanse firma's. Men concludeerde dat de bouw financieel niet haalbaar was.,par. 4.1
Op aandringen van politiek en industrie stelde de SEP in 1959 toch de "Commissie Kernenergiecentrale" in om nieuwe bouwplannen te ontwikkelen. Geadviseerd werd om een centrale van 50 MWe te bouwen. SEP, KEMA en General Electric – de leverancier van het uitgekozen type – werkten een plan uit met subsidie en financiering door de SEP en verdere leningen. Op 2 april 1963 werden de contracten voor Kerncentrale Dodewaard getekend. De kernreactor werd in 1968 getest voor een reactorvermogen van 50 MWe en kreeg vergunning voor een vermogen van 163 MWth, maar in 1983 werd een vergunning afgegeven voor verhoging tot circa 183 MWth (55 MWe ). De "N.V. Gemeenschappelijke Kernenergiecentrale Nederland" zou de eigenaar en exploitant van de centrale worden.

## Organisatie
GKN werd op 2 februari 1965 opgericht door de gezamenlijke Nederlandse elektriciteitsproduktiebedrijven. Dit waren de aandeelhouders van de SEP, destijds nog allemaal overheidsbedrijven. De aandelen van GKN werden verdeeld aan de hand van hun aandeel in de geleverde stroom in 1960. EZH in Zuid-Holland was verreweg de grootste aandeelhouder.,par. 4.2 In plaats van een N.V. werd het een B.V.. 
De doelstelling was: 
"het stichten en exploiteren van de eerste Nederlandse kernenergiecentrale, met het oogmerk de Nederlandse elektriciteitsproductiebedrijven in de gelegenheid te stellen praktische ervaring en kennis op te doen ten aanzien van de opwekking van elektrische energie door middel van kernsplijting alsmede alle handelingen die daarmee verband houden in de ruimste zin van het woord".
In eerste instantie ging het dus om een onderzoeksreactor en was de elektriciteitsproductie van secundair belang. Op 25 februari 1965 werden reeds de eerste bouwwerkzaamheden gestart.
De activiteiten van GKN waren aanvankelijk beperkt tot de bedrijfsvoering en het onderhouden van de kerncentrale. Alle niet-technische activiteiten, zoals de administratie, personeelsbeleid, financiële zaken en juridische zaken, waren bij KEMA ondergebracht. Deze verzorgde ook specialistische werkzaamheden op nucleair gebied, waardoor KEMA ook weer kennis en ervaring kon opdoen. Vanaf oktober 1979 werd er een reorganisatie doorgevoerd, waarbij de organisatie flink werd uitgebreid. In 1984 sloot GKN zich aan bij COVRA.,par. 4.3
Tot aan de invoering van de Elektriciteitswet 1989 was GKN een zelfstandig productiebedrijf. Personeelsbelangen werden behartigd door de Kontaktkommissie Dodewaard die deel uitmaakte van de gezamenlijke Personeelscommissie van de Arnhemse Instellingen (KEMA, SEP, de Vereniging van Exploitanten van Elektriciteitsbedrijven in Nederland (VEEN), de Vereniging van Directeuren van Elektriciteitsbedrijven in Nederland (VDEN) en GKN). Op 1 november 1989 kreeg GKN een eigen ondernemingsraad.,par. 4.3

### Vanaf 1989
Vanwege de Elektriciteitswet 1989 werden op 26 oktober 1989 alle aandelen GKN van de regionale, provinciale en gemeentelijke elektriciteitsproducenten overgedragen aan de SEP. Dit omdat het vermogen veel lager was dan het vereiste minimum van 2500 MW, zodat de productie moest worden samengevoegd met die van een of meer andere elektriciteitscentrales. Als enige aandeelhouder van GKN was de SEP nu eigenaar van de kerncentrale (vanaf 1 januari 2001 de aandeelhouders van SEP's opvolger B.V. Nederlands Elektriciteit Administratiekantoor (NEA)). De Raad van Commissarissen van GKN werd opgeheven en de Raad van Toezicht vervangen door een College van Advies. SEP ging veel gezamenlijke algemene en technische taken van KEMA zelf uitvoeren, waarmee er een einde kwam aan de formele samenwerking.,par. 4.3
In 1988 waren de Nederlandse elektriciteitsproducenten – tevens de aandeelhouders van de SEP – reeds samengevoegd tot vier regionale bedrijven verdeeld over heel Nederland. Deze vier producenten waren EPON, EPZ, EZH en UNA. In het kielzog van de Elektriciteitswet 1998 en de liberalisering van de elektriciteitsmarkt werd EPON in november 1999 overgenomen door het Belgische Electrabel, EZH door E.ON Benelux en UNA door Reliant Energy. Ook EPZ werd geprivatiseerd en overgenomen door PZEM en RWE.

## Exploitatie en sluiting
De exploitatie van de kerncentrale was duur. De kosten beliepen tot dan toe zeventig miljoen gulden per jaar en de SEP had de afgelopen jaren (na het kernongeval van Three Mile Island in 1979 en de kernramp in Tsjernobyl in 1986) meer dan negentig miljoen gulden geïnvesteerd om de centrale aan nieuwe veiligheidseisen aan te passen. In 1979 werden de procedures aangepast en in 1987 en 1988 werden de bedrijfsvoering en de veiligheid doorgelicht en aangepast. Ook de Kernenergiewetvergunning werd aangepast en de gebouwen uitgebreid. Er werden in 1972, 1975 en 1987 haarscheurtjes in onderdelen van de reactor geconstateerd.,par. 7.4
Door de concurrentie in de geliberaliseerde elektriciteitsmarkt kon de SEP zich echter zulke grote investeringen niet meer permitteren zonder uitzicht op winst. Omdat de kerncentrale in 1996 aan het eind van de geplande levensduur was en de exploitatie-vergunning afliep, zou de centrale eigenlijk moeten sluiten. In 1994 werd besloten de vergunning te verlengen tot minstens 2004. Met de liberalisering en privatisering door de Elektriciteitswet 1989 en met de Elektriciteitswet 1998 met nieuwe regelgeving in aantocht besloot de SEP in 1996 onverwacht Dodewaard voortijdig te sluiten. Het "GKN Upgrade Project" (GUP) werd in 1996 voortijdig beëindigd en op 26 maart 1997 werd de centrale tijdens een besloten bijeenkomst van het landelijk elektriciteitsnet geschakeld.,par. 7.4

## Veilige insluiting en ontmanteling
Vanaf 1997 was het de taak van GKN om de reactor in een staat van "veilige insluiting" te brengen, in afwachting van de uiteindelijke ontmanteling die na 2045 was gepland. De SEP, tevens eigenaar van GKN, werd intussen opgeheven. In 2000 werd Nederlands Elektriciteit Administratiekantoor (NEA) opgericht als rechtsopvolger van de SEP. NEA werd aldus de nieuwe aandeelhouder en bestuurder van GKN en daarmee de nieuwe eigenaar van Kerncentrale Dodewaard.

## Weblinks
- kcd.nl